# 8月20日
8月20日（はちがつはつか）は、グレゴリオ暦で年始から232日目（閏年では233日目）にあたり、年末まであと133日ある。

## できごと

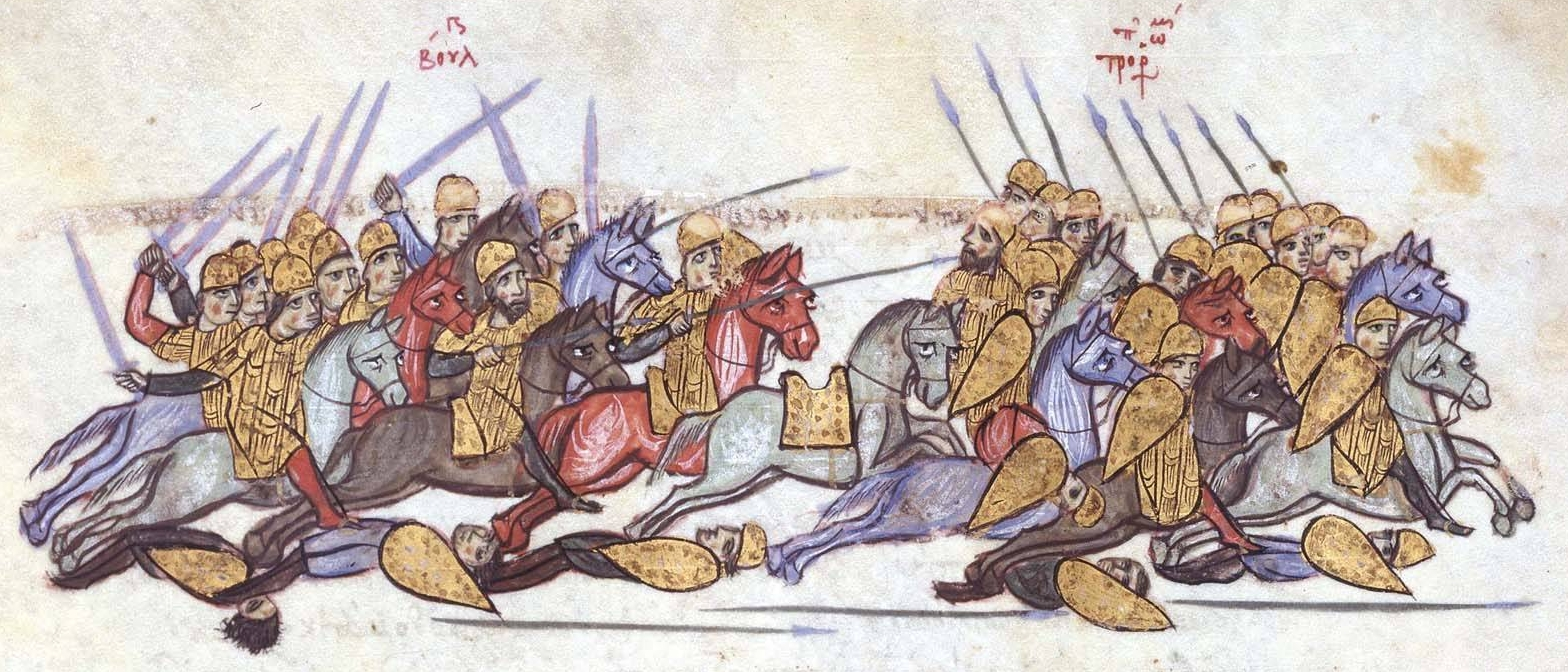
アケロオスの戦い(917)

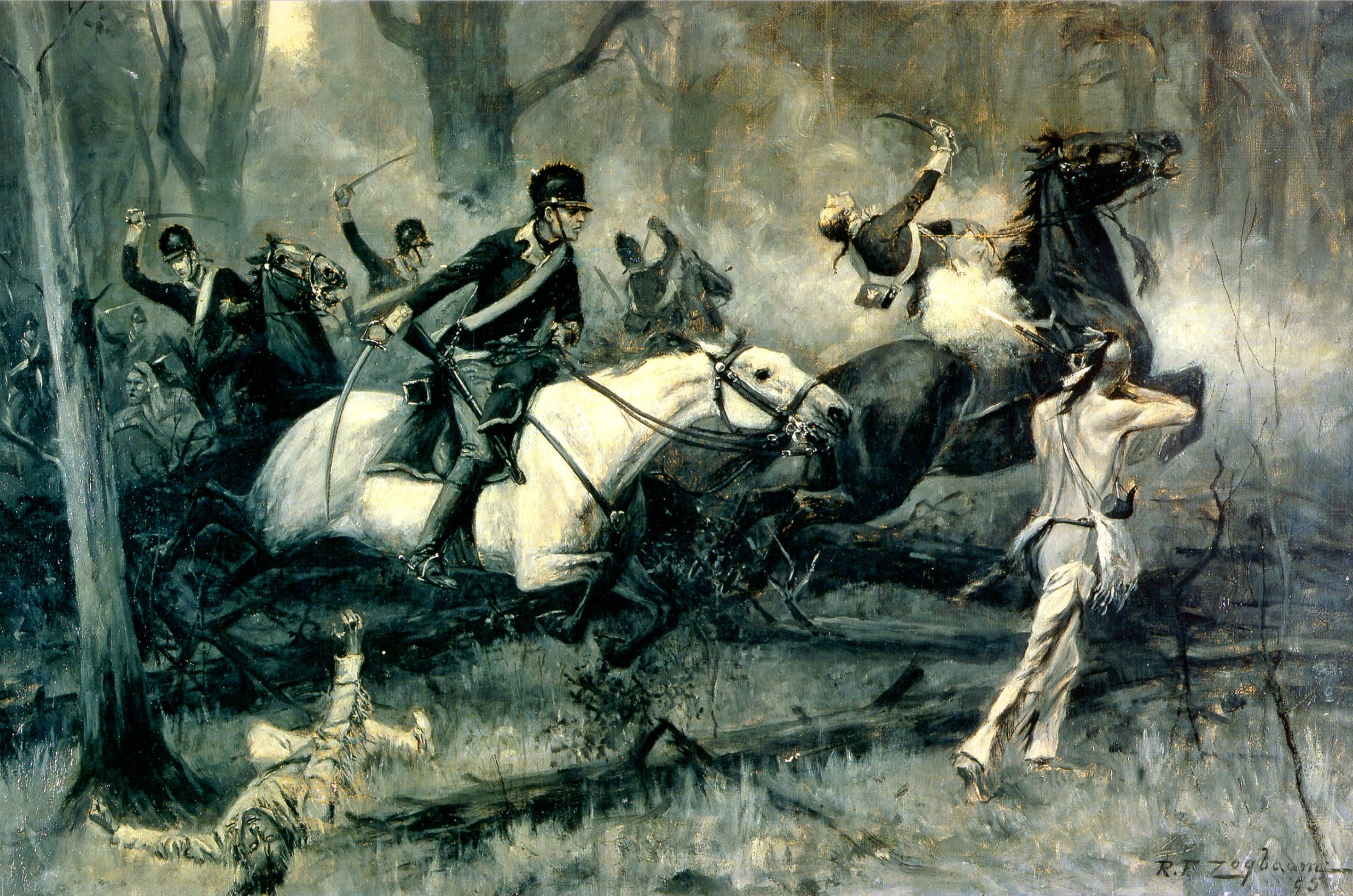
北西インディアン戦争最後の戦い、フォールン・ティンバーズの戦い(1794)

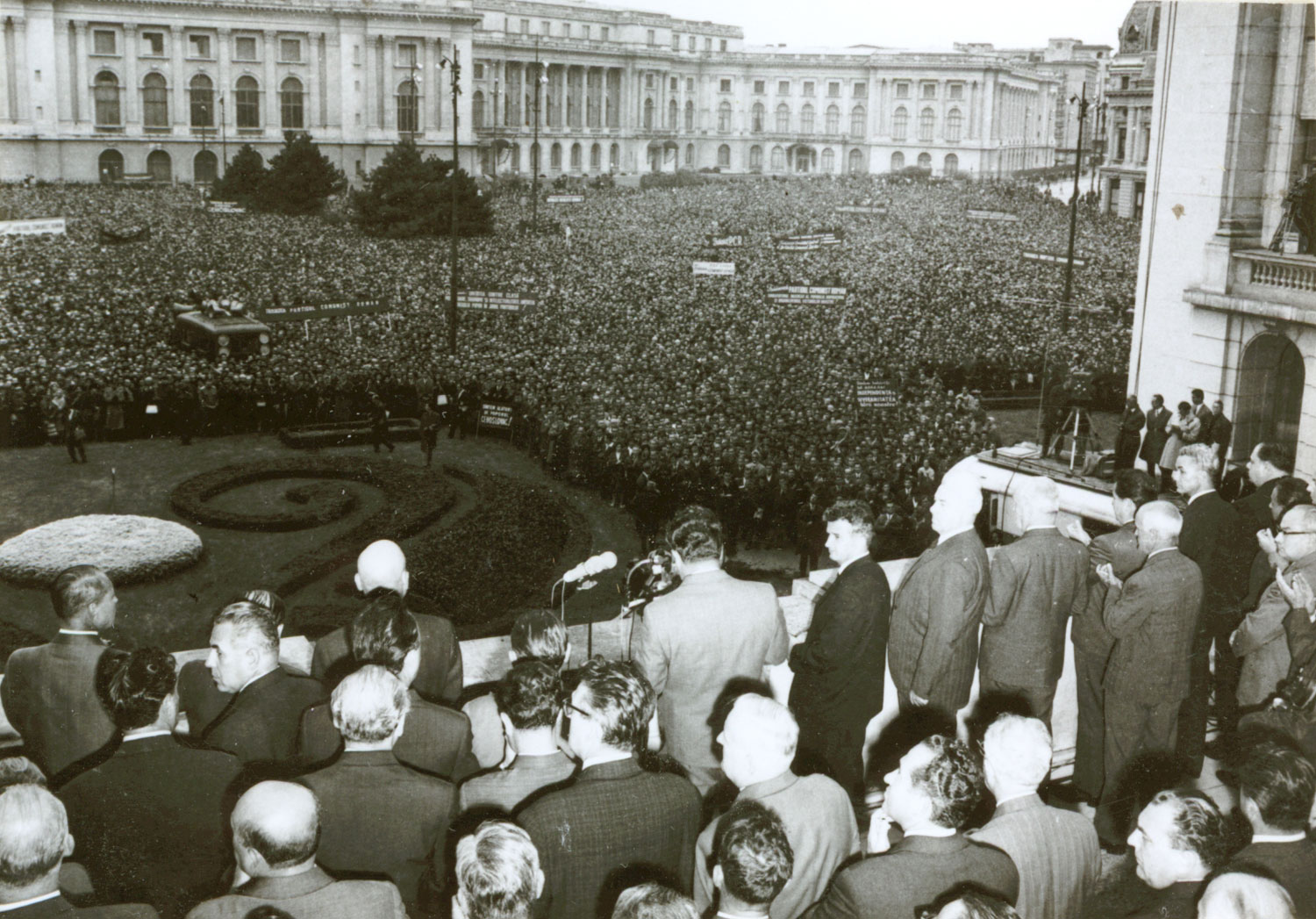
プラハの春(1968)、ワルシャワ条約機構がチェコスロバキアに侵攻。画像は翌21日、侵攻への抗議演説を行うルーマニアのチャウシェスク大統領。

- 636年 - ヤルムークの戦い。ハーリド・イブン＝アル＝ワリードに率いられたアラブ軍が東ローマ帝国を破る。
- 672年（弘文天皇元年/天武天皇元年7月22日） - 壬申の乱: 瀬田川の戦い。大海人皇子軍と大友皇子の近江朝廷軍が瀬田川で戦闘。
- 917年 - アケロオスの戦い、ブルガリア皇帝シメオン1世が東ローマ帝国を破る。
- 1672年 - オランダ共和制の指導者ヨハン・デ・ウィットと弟のコルネリス・デ・ウィットが民衆に虐殺される。
- 1794年 - 北西インディアン戦争: フォールン・ティンバーズの戦い。
- 1864年（元治元年7月19日） - 禁門の変が起こる。
- 1866年 - アメリカ大統領アンドリュー・ジョンソンが南北戦争の終結を正式に宣言。
- 1882年（ユリウス暦8月8日） - チャイコフスキーの『序曲1812年』がモスクワで初演。
- 1900年 - 日本で小学校令が全面改正（第3次小学校令）。尋常小学校を4年制に統一し、義務教育の授業料を無料とする。
- 1903年 - 愛知県で乗合自動車営業取締規則が公布、日本の運転免許制度の発祥とされる。
- 1905年 - 孫文らが東京で中国革命同盟会を結成。
- 1914年 - 第一次世界大戦: ドイツ軍がブリュッセルを占領。
- 1914年 - 北浜銀行の取り付け騒ぎが愛知県に飛び火。明治銀行、名古屋銀行、愛知銀行の3行でも取り付け騒ぎが発生した[1]。
- 1920年 - アメリカのアメリカンフットボールプロリーグAFPA（現在のNFL）結成。
- 1920年 - 世界初の商業ラジオ局WWJ（英語版）がデトロイトに開設。
- 1926年 - 社団法人日本放送協会設立。
- 1926年 - 鬼熊事件発生。
- 1930年 - 東京の銀座尾張町・京橋など34か所に日本初の3色灯自動信号機を設置。
- 1930年 - 広海軍工廠の従業員輸送船が130人を乗せたまま転覆。死者4人[2]。
- 1940年 - レフ・トロツキーが亡命先のメキシコにおいてピッケルで襲撃される。翌日死亡。
- 1941年 - 高村光太郎の詩集『智恵子抄』が刊行。
- 1944年 - 第二次世界大戦: ヤッシー＝キシナウ攻勢が始まる。
- 1945年 - 第二次世界大戦・ソ連対日参戦: 真岡郵便電信局事件。ソ連軍が侵攻した樺太・真岡で女性電話交換手9名が自決。
- 1945年 - 信書の検閲が停止（同年10月1日にGHQにより郵便検閲の指令が発出）[3]。
- 1946年 - 食糧買い出しの女性10人の暴行殺害（小平事件）の容疑で小平義雄を逮捕[4]。
- 1960年 - マリ連邦からセネガルが離脱。マリ連邦が結成2か月で消滅。
- 1960年 - 東海道本線の特急「こだま」「つばめ」に公衆電話を設置。
- 1968年 - プラハの春: チェコ事件。ワルシャワ条約機構軍の兵士200,000名と5,000輛の戦車がチェコスロバキアに侵攻。
- 1975年 - アメリカの火星探査機「バイキング1号」打ち上げ。
- 1977年 - アメリカの惑星探査機「ボイジャー2号」打ち上げ。木星・土星・天王星・海王星を歴訪。
- 1988年 - イラン・イラク戦争の停戦が発効。
- 1989年 - マーショネス号転覆沈没事故。
- 1989年 - 世界最長のガイドウェイバスシステムであるアデレード・オーバーンが全線開業。
- 1991年 - エストニアがソビエト連邦からの分離独立を宣言。
- 1993年 - イスラエルとパレスチナ解放機構 (PLO) が、パレスチナ暫定自治政府創設に関するオスロ合意に署名。
- 1994年 - 新交通システム・広島新交通1号線（アストラムライン）本通 - 広域公園前が開業。
- 1995年 - 神戸市が阪神・淡路大震災の避難所196か所の運営を打切り、震災から216日目で全ての避難所が廃止になる。
- 1998年 - 同年8月7日のケニアとタンザニアの米大使館爆破事件への報復として、米海軍（ビル・クリントン大統領）が巡航ミサイルでスーダンとアフガニスタンのアルカーイダ関連施設を爆撃する。スーダンは薬品工場の誤認。
- 2003年 - 愛知県田原市が市制施行。
- 2006年 - 第88回全国高等学校野球選手権大会決勝戦、早稲田実業学校高等部と駒澤大学附属苫小牧高等学校が延長15回1-1の引き分け。（翌日再試合で早稲田実業が4-3で勝ち優勝）
- 2007年 - チャイナエアライン120便炎上事故。那覇空港でチャイナエアライン機が炎上。
- 2008年 - スパンエアー5022便離陸失敗事故。スパンエアー機が離陸失敗、炎上。
- 2011年 - 第93回全国高等学校野球選手権大会最終日に於いて、史上初となる決勝戦の午前開催。
- 2012年 - 銀座でロンドンオリンピック日本選手団メダリスト凱旋パレードが行われる。
- 2012年 - シリア北部のアレッポにてシリア内戦の取材中の日本人ジャーナリスト・山本美香が、シリア政府軍（シャッビーハ）の砲撃を受けて死亡した。
- 2014年 - 広島市安佐北区・安佐南区の住宅地で豪雨により同時多発的に土石流が発生、75人が死亡（平成26年8月豪雨による広島市の土砂災害 / 広島土砂災害）。

## 誕生日
| 諸君！名誉と共に生きるか、栄光と共に死のう！勇敢なる者よ、我に続け！――ランカグアの戦い(1814)にて |

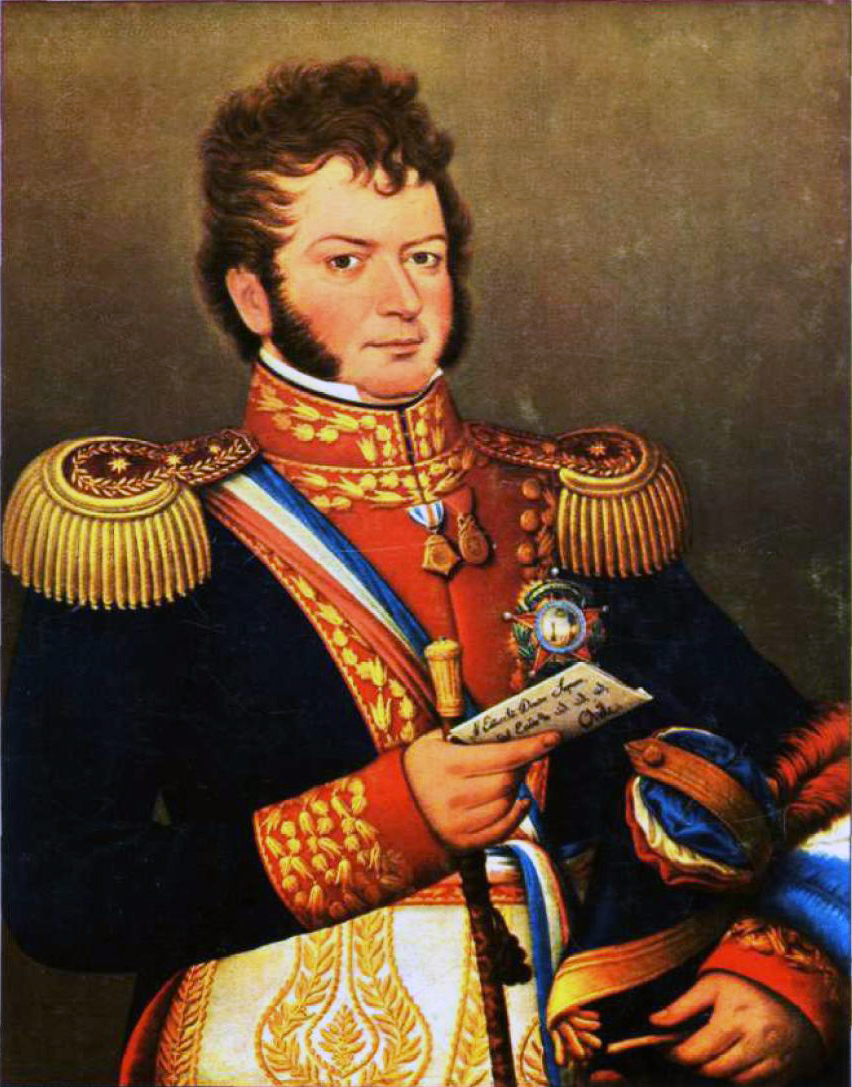
チリの独立指導者、ベルナルド・オイギンス(1778-1842)誕生。

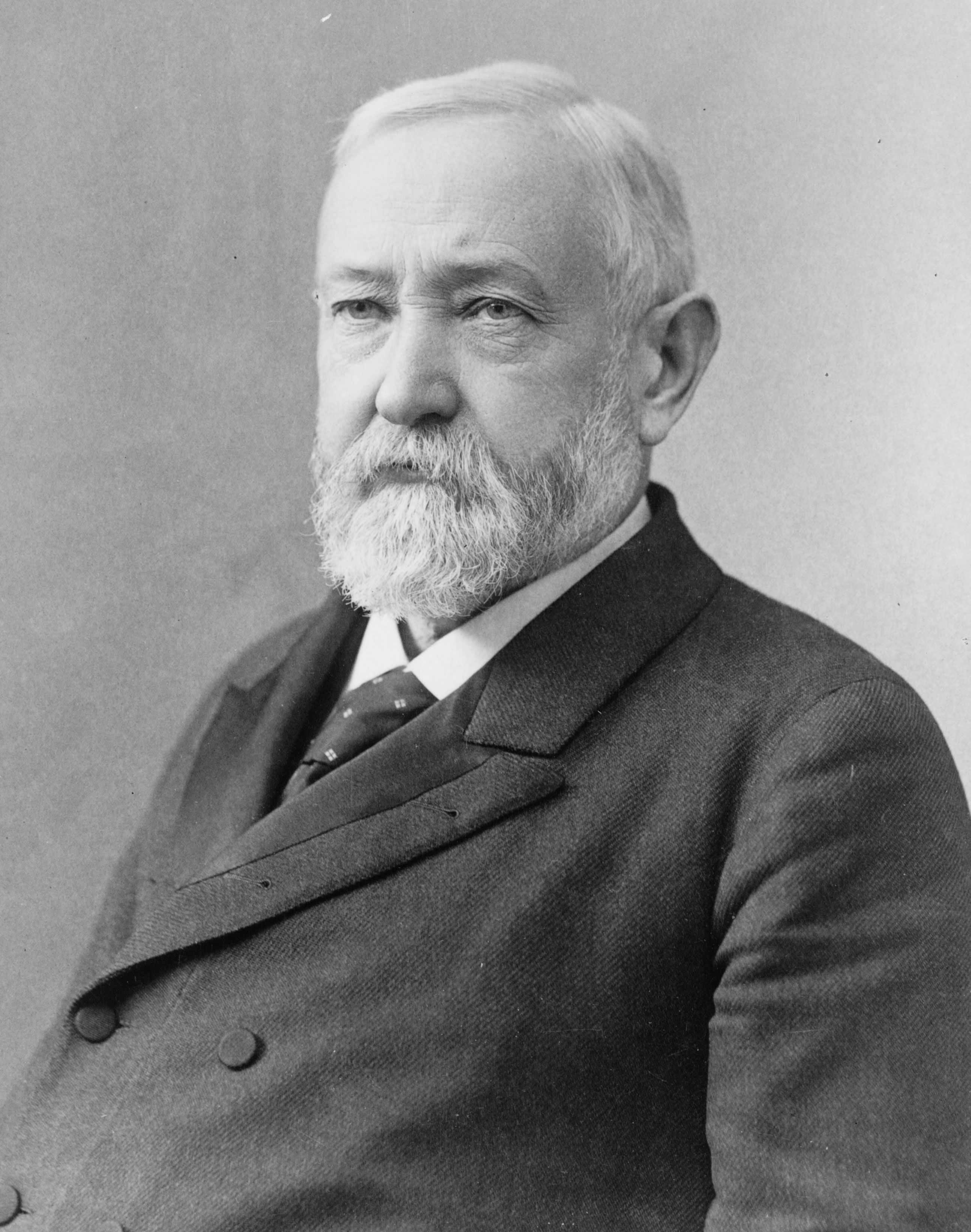
第23代アメリカ合衆国大統領、ベンジャミン・ハリソン(1833-1901)誕生。

- 1517年 - アントワーヌ・ド・グランヴェル、枢機卿（+ 1586年）
- 1561年 - ヤコポ・ペーリ、作曲家（+ 1633年）
- 1710年 - トーマス・シンプソン、数学者（+ 1761年）
- 1720年（享保5年7月17日） - 立花長煕、三池藩主（+ 1778年）
- 1746年（延享3年7月4日） - 藤堂高嶷、津藩主・久居藩主（+ 1806年）
- 1778年 - ベルナルド・オイギンス、軍人、政治家（+ 1842年）
- 1779年 - イェンス・ベルセリウス、化学者（+ 1848年）
- 1788年（天明8年7月1日） - 松平忠学、上田藩主（+ 1851年）
- 1800年（寛政12年7月1日） - 中川久教、岡藩主（+ 1840年）
- 1827年 - ヨーゼフ・シュトラウス、作曲家（+ 1870年）
- 1833年 - ベンジャミン・ハリソン、第23代アメリカ合衆国大統領（+ 1901年）
- 1835年（天保6年7月26日） - 前田利行、大聖寺藩主（+ 1855年）
- 1844年（弘化元年7月7日） - 陸奥宗光、外交官（+ 1897年）
- 1860年 - レイモン・ポアンカレ、フランス大統領（+ 1934年）
- 1865年 - 泉重千代、男性史上最長寿（120歳）とされた人物（+ 1986年）
- 1873年 - エリエル・サーリネン、建築家、都市計画家（+ 1950年）
- 1875年（戸籍上は1873年5月10日） - 山田孝雄、国語学者（+ 1958年）
- 1877年 - 鳥潟隆三、医学者（+ 1952年）
- 1884年 - ルドルフ・カール・ブルトマン、聖書学者（+ 1976年）
- 1886年 - パウル・ティリッヒ、神学者（+ 1965年）
- 1888年 - 樋口季一郎、陸軍軍人、イスラエル建国功労者（+ 1970年）
- 1889年 - 片岡華江、螺鈿師、蒔絵師（+ 1977年）
- 1896年 - 重森三玲、作庭家、日本庭園史研究家（+ 1975年）
- 1890年 - ハワード・フィリップス・ラヴクラフト、作家（+ 1937年）
- 1891年 - 金栗四三、マラソン選手、箱根駅伝創始者（+ 1983年）
- 1899年 - 稲葉通彦、実業家、元鉄道建設興業社長（+ 1970年）
- 1901年 - 宮崎市定、東洋史学者（+ 1995年）
- 1901年 - サルヴァトーレ・クァジモド、詩人（+ 1968年）
- 1905年 - 成瀬巳喜男、映画監督（+ 1969年）
- 1905年 - ジャック・ティーガーデン、ジャズ・トロンボーン奏者（+ 1964年）
- 1908年 - アル・ロペス、野球選手（+ 2005年）
- 1909年 - 三原朝雄、政治家、第26代総理府総務長官、第9代沖縄開発庁長官、第34代防衛庁長官、 第96代 文部大臣（+ 2001年）

- 1909年 - モントゴメリー・ウィルソン、フィギュアスケート選手（+ 1964年）
- 1910年 - エーロ・サーリネン、建築家、インダストリアルデザイナー（+ 1961年）
- 1911年 - 灰田勝彦、歌手（+ 1982年）
- 1913年 - ロジャー・スペリー、神経生物学者（+ 1994年）
- 1914年 - 藤田宗一、元プロ野球選手（+ 1980年）
- 1916年 - 渋谷直蔵、政治家（+ 1985年）
- 1916年 - 山崎正、作詞家（+ 1968年）
- 1916年 - 大西巨人、小説家（+ 2014年）
- 1920年 - 中村雀右衛門4世、歌舞伎俳優（+ 2012年）
- 1924年 - 宮城けんじ、漫才師（Wけんじ）（+ 2005年）
- 1924年 - 仲川翠、元プロ野球選手（+ 2005年）
- 1926年 - 二代目米川文子、生田流箏曲家（+ 2024年）
- 1926年 - 中野道義、元プロ野球選手（+ 1996年）
- 1928年 - 宮路年雄、城南電機創業者（+ 1998年）
- 1929年 - 池端清一、政治家、国土庁長官（+ 2007年）
- 1931年 - 山口昌男、文化人類学者（+ 2013年）
- 1931年 - ドン・キング、ボクシングプロモーター
- 1932年 - 木下博、政治家
- 1933年 - 岩瀬良三、地方公務員、政治家、千葉県佐原市長
- 1934年 - 司葉子、女優
- 1934年 - 丹羽又三郎、俳優
- 1936年 - 白川英樹、化学者、ノーベル化学賞受賞者
- 1937年 - アンドレイ・コンチャロフスキー、映画監督
- 1937年 - ステルヴィオ・チプリアーニ、作曲家（+ 2018年）
- 1937年 - 本田威志、元プロ野球選手（+ 2010年）
- 1940年 - 杉井ギサブロー、アニメーション監督
- 1942年 - 山田忠男、元プロ野球選手（+ 1999年）
- 1942年 - アイザック・ヘイズ、シンガーソングライター、俳優（+ 2008年）
- 1942年 - ベルント・カンネンベルク、陸上競技選手（+ 2021年）
- 1944年 - グレイグ・ネトルズ、元プロ野球選手
- 1945年 - 五味太郎、絵本作家
- 1946年 - ラルフ・ヒュッター、ミュージシャン（クラフトワーク）
- 1946年 - 交告弘利、元プロ野球選手（+ 2023年）
- 1946年 - 小林毅二、元プロ野球審判員
- 1947年 - 仲畑貴志、コピーライター
- 1948年 - 三村仁司、技術者、シューズ職人
- 1948年 - ロバート・プラント、ミュージシャン（元レッド・ツェッペリン）
- 1949年 - 林哲司、作曲家、編曲家、シンガーソングライター
- 1949年 - フィル・ライノット、ミュージシャン（+ 1986年）
- 1951年 - ピーター・バラカン、音楽評論家
- 1951年 - グレッグ・ベア、SF作家（+ 2022年）
- 1951年 - 田原桂一、写真家（+ 2017年）
- 1951年 - 北原京子、アーチェリー選手
- 1952年 - 富山誠、宗教家（+ 1993年）
- 1952年 - 藤巻直哉、歌手（藤岡藤巻）
- 1952年 - 南条好輝、俳優
- 1952年 - 田中龍夫、政治家
- 1953年 - 高橋裕、作曲家
- 1954年 - 中子修、レーサー
- 1955年 - 加藤錠司郎、政治家、愛知県稲沢市長
- 1955年 - アグネス・チャン、歌手
- 1955年 - たかや健二、漫画家（+ 2016年）
- 1956年 - 深見亮介、俳優
- 1957年 - 三遊亭とん楽、落語家（+ 2024年）
- 1957年 - 柴田保光、元プロ野球選手（+ 2022年）
- 1959年 - 阪本良介、俳優
- 1959年 - 小林隆、俳優
- 1960年 - 伊藤芳朗、弁護士
- 1960年 - 村井嘉浩、政治家
- 1961年 - 田辺信宏、政治家
- 1961年 - 髙橋季承、元技官
- 1961年 - グレッグ・イーガン、SF作家
- 1962年 - 島崎譲、漫画家
- 1962年 - 三浦国宏、元アマチュアボクサー
- 1962年 - ジェームズ・マースターズ、俳優
- 1964年 - 桐島かれん、女優、モデル
- 1964年 - 山下佐知子、元陸上競技選手、指導者
- 1965年 - 金成陽三郎、漫画原作者
- 1966年 - 松井隆昌、元プロ野球選手
- 1966年 - 劉純燕、司会者、声優
- 1966年 - ダイムバッグ・ダレル、ミュージシャン（元パンテラ、元ダメージプラン）（+ 2004年）
- 1967年 - 今井朋彦、声優、俳優
- 1967年 - 藤神敬也、歌手、作曲家、編曲家
- 1967年 - アンディ・ベネス、元プロ野球選手
- 1968年 - 都築淳一、テレビドラマ監督
- 1968年 - 白岩松、ニュースアナウンサー
- 1969年 - 早川智之、警察官僚
- 1969年 - マーク・ホージマー、元プロ野球選手
- 1970年 - 田中健一、クイズ作家
- 1970年 - ジョン・D・カーマック、コンピュータプログラマー、ゲームクリエイター、エンジニア
- 1970年 - アディエル・パルマ、元野球選手
- 1970年 - 澤口夏奈子、女優
- 1970年 - 伊礼忠彦、元プロ野球選手
- 1971年 - 川前力也、元サッカー選手
- 1971年 - ジョナサン・キー、俳優
- 1972年 - 梅宮アンナ、タレント
- 1972年 - 沖田眞、元バスケットボール選手
- 1972年 - 川添永津子、フリーアナウンサー
- 1972年 - 井幡政等、元陸上競技選手、指導者
- 1973年 - 萩原淳、元プロ野球選手
- 1973年 - トッド・ヘルトン、元プロ野球選手
- 1973年 - 芹沢秀明、俳優
- 1973年 - 高田漣、ミュージシャン
- 1974年 - 坂木優子、タレント
- 1974年 - キムラミチタ、フリーパーソナリティ
- 1974年 - エイミー・アダムス、女優
- 1974年 - マキシム・ヴェンゲーロフ、ヴァイオリニスト
- 1976年 - 岩名美紗子、元女優
- 1976年 - 朝比奈伸、元サッカー選手
- 1976年 - まなてぃ、お笑いタレント
- 1976年 - Hazuki、元声優
- 1977年 - 米田功、元体操選手
- 1977年 - 中島浩司、元サッカー選手
- 1978年 - 植竹拓、モデル、ファッションデザイナー、DJ
- 1978年 - 島津虎史、元サッカー選手
- 1978年 - 三好拓児、元サッカー選手
- 1979年 - フランクリン・グラセスキー、元プロ野球選手
- 1979年 - 七尾旅人、シンガーソングライター
- 1980年 - 小泉徳宏、映画監督
- 1980年 - STY、音楽プロデューサー、歌手
- 1980年 - 坂井田晃、教員、元競艇選手
- 1981年 - 西堀健実、ビーチバレー選手
- 1982年 - 坂元大輔、政治家
- 1982年 - エンジェルベルト・ソト、プロ野球選手
- 1982年 - 黒津勝、サッカー選手
- 1982年 - ジョシュア・ケネディ、元サッカー選手
- 1983年 - 岩間天嗣、俳優
- 1983年 - 鈴木愛可、俳優
- 1983年 - 大島優希、津軽三味線奏者
- 1983年 - 山内隆裕、実業家
- 1983年 - アンドリュー・ガーフィールド、俳優
- 1983年 - ユーリ・ジルコフ、サッカー選手
- 1984年 - 森山未來、俳優
- 1984年 - 三谷将之、元プロボクサー、第62代日本バンタム級王者
- 1984年 - 菊池俊夫、元プロ野球選手
- 1984年 - 風香、元プロレスラー
- 1984年 - ニック・グリーン、元プロ野球選手
- 1985年 - マット・ヘイグ、元プロ野球選手
- 1985年 - アルバロ・ネグレド、サッカー選手
- 1985年 - 山本幸平、競輪選手
- 1985年 - 庄司宇芽香、声優
- 1986年 - 勝地涼、俳優
- 1986年 - 間下隼人、プロレスラー
- 1986年 - ペルネル・キャロン、フィギュアスケート選手
- 1986年 - ヤニック・ココン、フィギュアスケート選手
- 1987年 - ジミーMackey、実業家、元タレント
- 1987年 - 落合福嗣、声優、タレント
- 1987年 - 塩川渉、俳優
- 1987年 - 大城基志、元野球選手
- 1987年 - 大立恭平、元プロ野球選手
- 1987年 - 高瀬七海、元AV女優
- 1988年 - 佐津川愛美、女優
- 1988年 - 山本優、ソフトボール選手
- 1988年 - 鍵本輝、歌手（Lead）
- 1988年 - 宮崎亮、元プロボクサー
- 1990年 - 森崎ウィン、俳優（元PrizmaX）
- 1990年 - 白崎浩之、元プロ野球選手
- 1990年 - プー・ルイ、歌手（元BiS、元BILLIE IDOLⓇ）
- 1990年 - マリッサ・キャステリ、フィギュアスケート選手
- 1990年 - ラノミ・クロモウィジョジョ、競泳選手
- 1991年 - 小柳歩、女優、グラビアアイドル
- 1991年 - アルセニー・ロガショフ、サッカー選手
- 1991年 - 黒田歩美夏、タレント
- 1992年 - 白石麻衣、女優（元乃木坂46）
- 1992年 - 三浦由衣、女優
- 1992年 - デミ・ロヴァート、女優、歌手、アイドル
- 1993年 - 秋元真夏[5]、女優（元乃木坂46）
- 1994年 - イ・カウン、女優
- 1994年 - 神部美咲、モデル、タレント
- 1995年 - 橋本彩花、女優、タレント
- 1995年 - リアナ・リベラト、女優
- 1997年 - Orangestar、音楽家、ボカロP
- 1998年 - リーケ・クラバー、陸上競技選手
- 1998年 - 李政厚、プロ野球選手
- 1999年 - 平野孝世、俳優
- 1999年 - ナオ・オブ・ナオ、アイドル（豆柴の大群都内某所 a.k.a. MONSTERIDOL）
- 1999年 - 隅田知一郎、プロ野球選手
- 1999年 - 鶴岡果恋、プロゴルファー
- 2000年 - 島倉りか、アイドル（BEYOOOOONDS）
- 2001年 - 對馬優菜子、アイドル（元NGT48）
- 2001年 - アサヒ、アイドル（TREASURE）
- 2002年 - 清田みくり、女優、モデル
- 2002年 - 吉田響、陸上競技選手
- 2003年 - 月音こな、声優
- 2005年 - 奥田いろは、女優（乃木坂46）
- 2007年 - ジョアン・マルティネス、サッカー選手
- 生年不詳 - 佐々木篤、元声優

## 忌日
| 大ばくち身ぐるみ脱いですってんてん――辞世の句 |

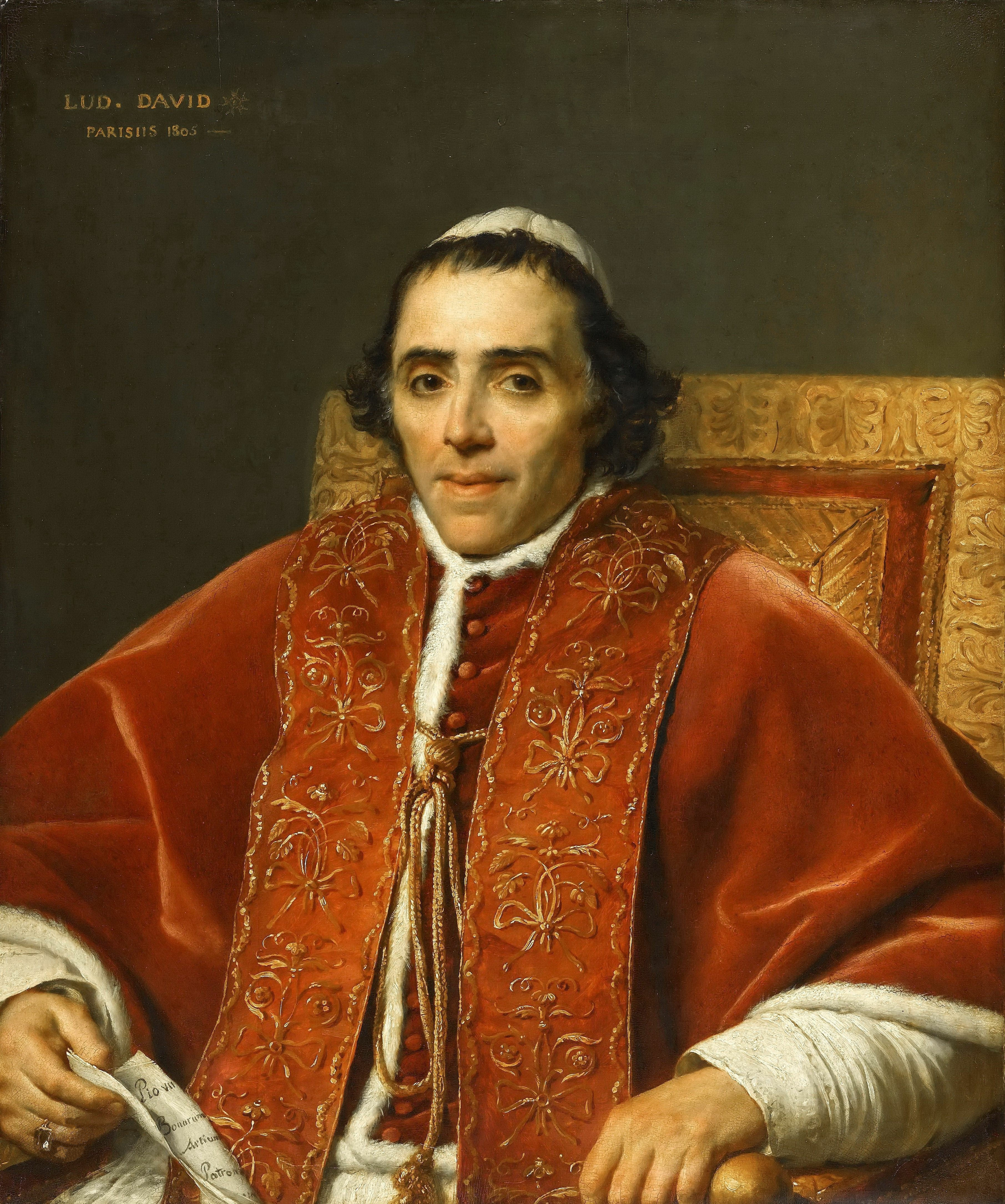
ローマ教皇ピウス7世(1742-1823)没。

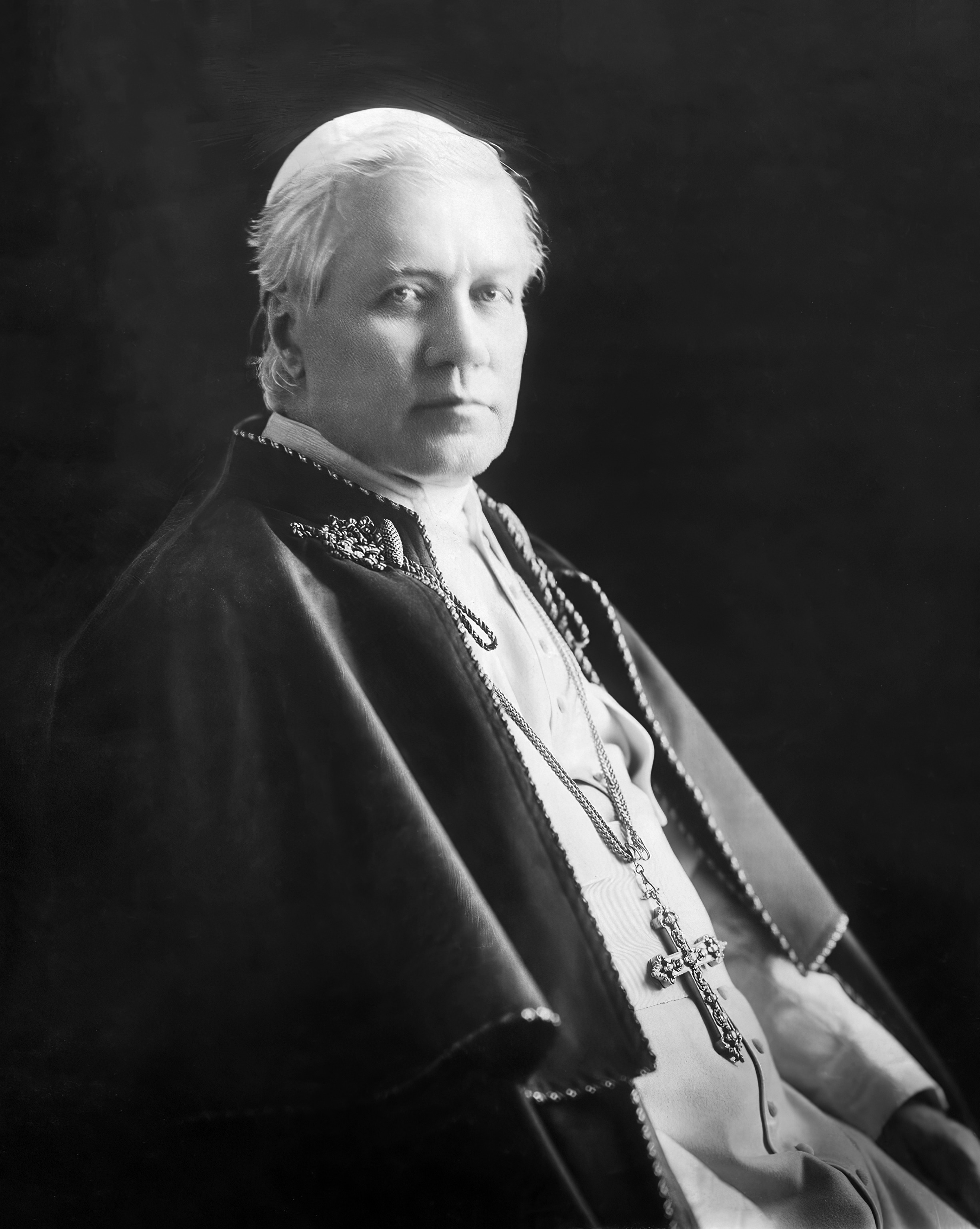
ローマ教皇ピウス10世(1835-1914)没。

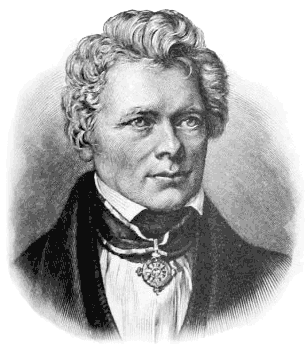
哲学者フリードリヒ・シェリング(1775-1854)没。

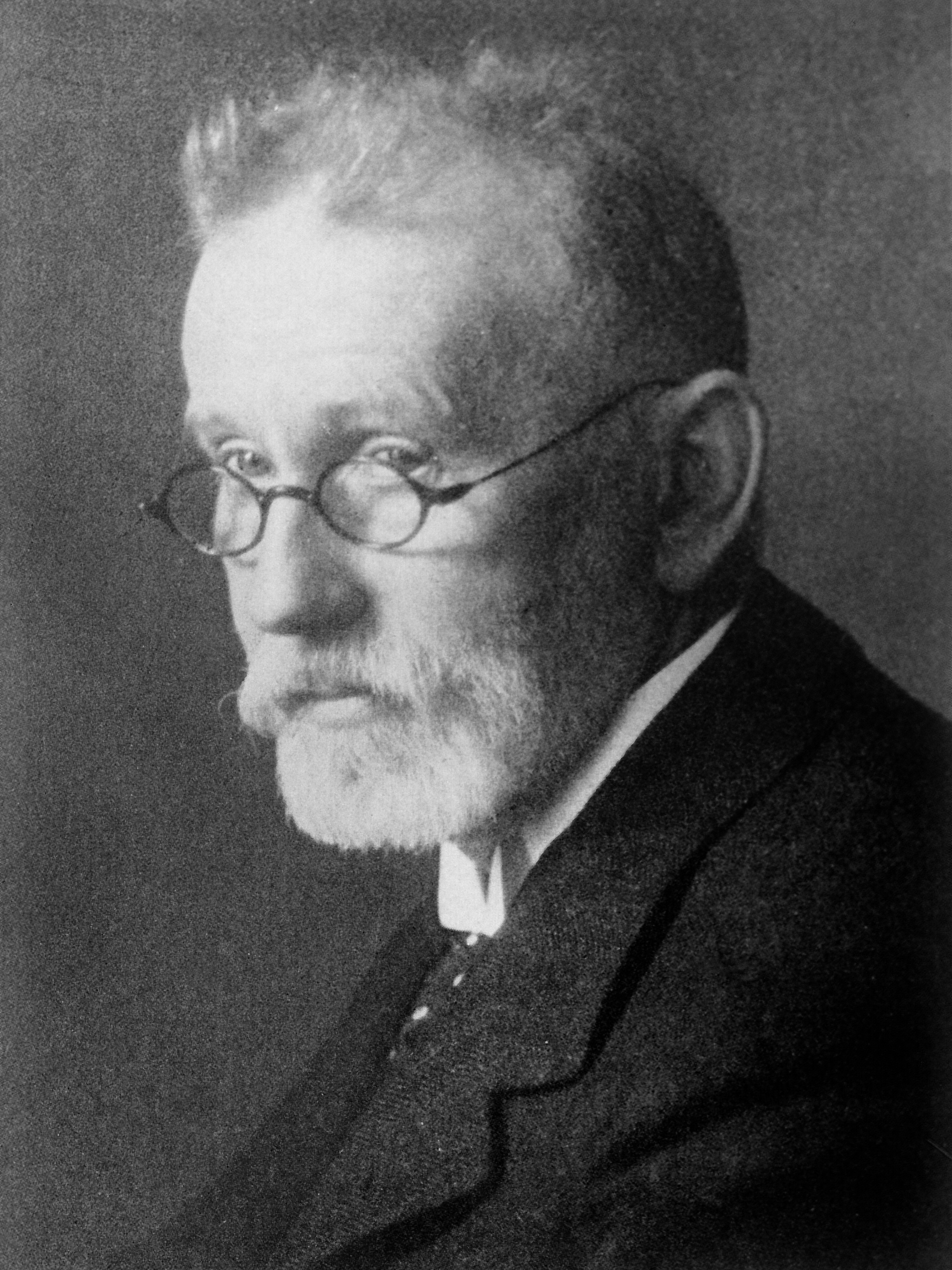
細菌学者・化学者、パウル・エールリヒ(1854-1915)没。

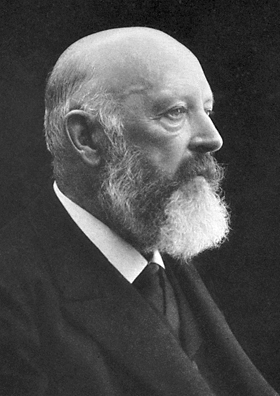
化学者アドルフ・フォン・バイヤー(1835-1917)没。

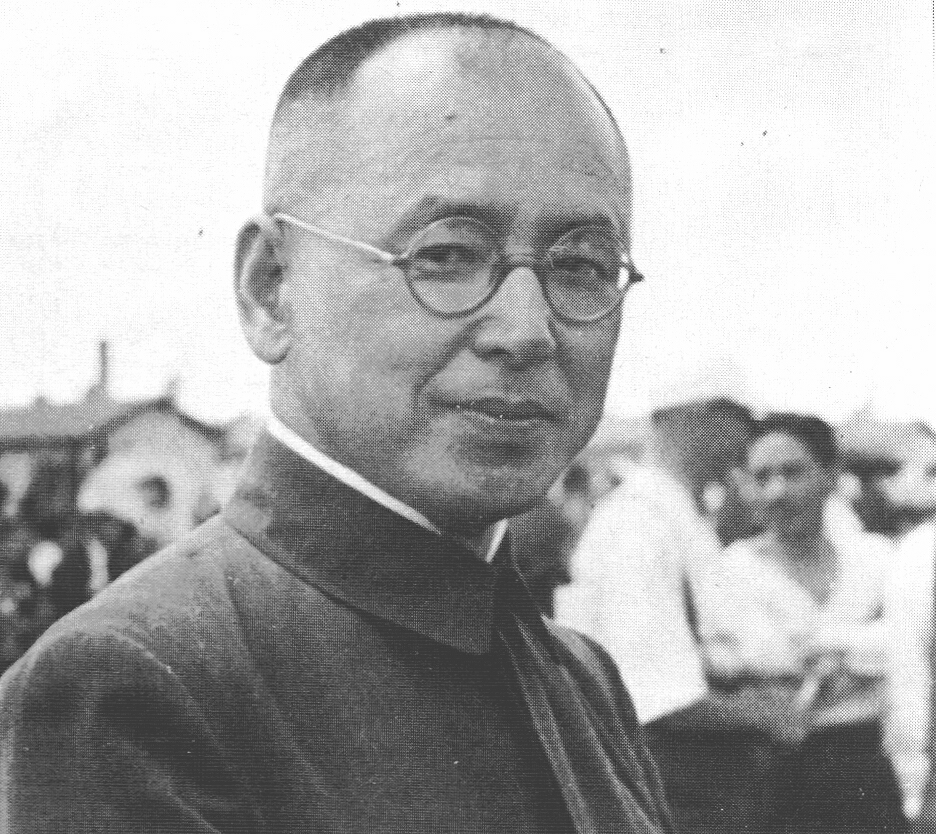
大日本帝国陸軍軍人甘粕正彦(1891-1945)、服毒自殺。甘粕事件で大杉栄を虐殺した。

- 1008年（寛弘5年7月17日） - 藤原義懐、平安時代の公卿（* 957年）
- 1335年（建武2年8月2日） - 西園寺公宗、鎌倉時代・建武の新政期の公卿（* 1310年）
- 1440年（永享12年7月23日） - 武田信栄、守護大名（* 1413年）
- 1572年 - ミゲル・ロペス・デ・レガスピ、コンキスタドール（* 1502年）
- 1578年（天正5年7月17日） - 山中幸盛、尼子氏家臣の武将（* 1545年）
- 1595年（文禄4年7月15日） - 豊臣秀次、安土桃山時代の関白（* 1568年）
- 1612年（慶長17年7月24日） - 内藤信成、近江長浜藩主（* 1545年）
- 1617年（元和3年7月19日） - 立花直次、初代筑後三池藩主（* 1573年）
- 1662年（寛文2年7月7日） - 八条宮智忠親王、江戸時代の皇族（* 1620年）
- 1672年 - ヨハン・デ・ウィット、ネーデルラント連邦共和国の指導者（* 1625年）
- 1672年 - コルネリス・デ・ウィット、政治家（* 1623年）
- 1685年（貞享2年7月21日） - 六郷政信、第3代出羽本荘藩主（* 1635年）
- 1693年（元禄6年7月19日） - 溝口政親、第4代越後沢海藩主（* 1653年）
- 1699年（元禄12年7月25日） - 有栖川宮幸仁親王、江戸時代の皇族（* 1656年）
- 1710年（宝永7年7月26日） - 井伊直通、第6代近江彦根藩主（* 1689年）
- 1813年 - ヨハン・バプティスト・ヴァンハル、作曲家（* 1739年）
- 1821年（文政4年7月23日） - 酒井忠禮、第5代出羽松山藩主（* 1779年）
- 1823年 - ピウス7世、ローマ教皇（* 1742年）
- 1841年（天保12年7月4日） - 細川利愛、第8代肥後熊本新田藩主（* 1788年）
- 1848年（嘉永元年7月22日） - 渓斎英泉、浮世絵師（* 1791年）
- 1854年 - フリードリヒ・シェリング、哲学者（* 1775年）
- 1854年（嘉永7年7月27日） - 不知火諾右衛門、第8代横綱（* 1801年）
- 1857年（安政4年7月1日） - 佐竹義睦、第10代出羽久保田藩主（* 1839年）
- 1863年（文久3年7月7日） - 山田常典、国学者（* 1808年）
- 1864年（元治元年7月19日） - 来島又兵衛、尊皇攘夷派の長州藩士（* 1817年）
- 1864年（元治元年7月19日） - 入江九一、尊皇攘夷派の長州藩士（* 1837年）
- 1864年（元治元年7月19日） - 久坂玄瑞、尊皇攘夷派の長州藩士（* 1840年）
- 1864年（元治元年7月19日） - 有吉熊次郎、尊皇攘夷派の長州藩士（* 1842年）
- 1864年（元治元年7月19日） - 寺島忠三郎、尊皇攘夷派の長州藩士（* 1843年）
- 1882年 - 松平親貴、第10代豊後杵築藩主（* 1838年）
- 1904年 - ケイト・ショパン、小説家、詩人（* 1851年）
- 1905年 - フランツ・ルーロー、機械工学者（* 1829年）
- 1906年 - 徳川茂承、第14代紀伊和歌山藩主（* 1844年）
- 1908年 - 三好退蔵、検事総長、大審院院長（* 1845年）
- 1914年 - ピウス10世、ローマ教皇（* 1835年）
- 1915年 - パウル・エールリヒ、医学者、化学者（* 1854年）
- 1917年 - アドルフ・フォン・バイヤー、化学者（* 1835年）
- 1924年 - 田村銀之助、元新選組隊士（* 1856年）
- 1926年 - カル・マクヴィー、元プロ野球選手（* 1849年）
- 1927年 - ファニー・ブルームフィールド・ツァイスラー、ピアニスト（* 1863年）
- 1930年 - ハーバート・ターナー、地震学者、天文学者（* 1861年）
- 1933年 - グスタヴ・セーデルストレム、画家（* 1845年）
- 1935年 - オタカル・オストルチル、作曲家（* 1879年）
- 1937年 - 和田英松、歴史学者（* 1865年）
- 1941年 - 牧野虚太郎、詩人（* 1920年）
- 1942年 - 笑福亭松翁、落語家（* 1869年）
- 1945年 - 甘粕正彦、甘粕事件で知られる憲兵、満洲映画協会理事長（* 1891年）
- 1949年 - ルイス・ネルソン・ドリール、クラリネット奏者（* 1885年）
- 1952年 - クルト・シューマッハー、ドイツ社会民主党の指導者（* 1895年）
- 1961年 - パーシー・ブリッジマン、物理学者（* 1882年）
- 1969年 - 大山柏、華族（公爵）、考古学者、戊辰戦争研究家（* 1889年）
- 1984年 - 新明正道、社会学者（* 1898年）
- 1985年 - ドナルド・ヘッブ、心理学者（* 1904年）
- 1990年 - モーリス・ジャンドロン、チェリスト、指揮者（* 1920年）
- 1992年 - 田中英夫、法学者（* 1927年）
- 1992年 - 阪田正芳、元プロ野球選手（* 1928年）
- 1994年 - 柴田勝治、元アマチュアボクシング選手、指導者、第11代日本オリンピック委員会委員長（* 1911年）
- 2001年 - 毛利菊枝、女優（* 1903年）
- 2001年 - フレッド・ホイル、天文学者、SF作家（* 1915年）
- 2003年 - 雲井浪子、女優、宝塚歌劇団1期生（* 1901年）
- 2003年 - 吉村和夫、政治家、元山形県山形市長（* 1931年）
- 2005年 - 竹内春海、外交官（* 1917年）
- 2006年 - ジョー・ローゼンタール、写真家（* 1911年）
- 2008年 - 華国鋒、政治家（* 1921年）
- 2008年 - 鬼頭梓、建築家（* 1926年）
- 2008年 - 安藤正俊、元サッカー選手（* 1946年）
- 2009年 - 塚本博睦、プロ野球選手（* 1918年）
- 2009年 - 弓倉礼一、実業家、元旭化成工業社長（* 1928年）
- 2009年 - ラリー・ネクテル、キーボード奏者（* 1940年）
- 2010年 - 大高正人、建築家、都市計画家（* 1923年）
- 2010年 - 辻村明、社会心理学者、東北女子大学元学長、東京大学名誉教授（* 1926年）
- 2011年 - 4世茂山忠三郎、能楽師（* 1928年）
- 2011年 - 山岡洋一、翻訳家（* 1949年）
- 2011年 - 杉村太郎、実業家、教育者、音楽家、著述家（* 1963年）
- 2012年 - 水田稔、政治家（* 1925年）
- 2012年 - メレス・ゼナウィ、政治家、元エチオピア首相（* 1955年）
- 2012年 - 山本美香、ジャーナリスト（* 1967年）
- 2013年 - マリアン・マクパートランド、ジャズピアニスト（* 1918年）
- 2013年 - エルモア・レナード、小説家、脚本家（* 1925年）
- 2013年 - 井田毅、実業家、サンヨー食品創業者（* 1930年）
- 2014年 - B・K・S・アイアンガー、アイアンガーヨーガ創始者（* 1918年）
- 2014年 - 宮脇愛子、彫刻家（* 1929年）
- 2015年 - 岩永惠、テレビプロデューサー、元シンエイ動画社長（* 1945年）
- 2016年 - 吉田文雀、文楽人形遣い（* 1928年）
- 2016年 - ダニエラ・デッシー、オペラ歌手（* 1957年）
- 2017年 - ジェリー・ルイス、喜劇俳優、映画監督（* 1926年）
- 2018年 - ウリ・アブネリ、平和運動家、政治家、作家（* 1923年）
- 2018年 - 船本弘毅、聖書学者、関西学院大学名誉教授、元東京女子大学学長（* 1934年）
- 2018年 - 横田雅文、実業家、関西テレビ放送会長（* 1936年）
- 2018年 - 末吉保雄、作曲家（* 1937年）
- 2018年 - 片山直之、実業家、元サンマルクホールディングス社長（* 1958年）
- 2019年 - 長谷川龍生、詩人、元大阪文学学校校長（* 1928年）
- 2020年 - 8代目豊竹嶋太夫、義太夫節太夫（* 1932年）
- 2020年 - 伊藤正徳、競馬騎手、調教師（* 1948年）
- 2020年 - フランキー・バネリ、ミュージシャン、ドラマー（* 1951年）
- 2021年 - 三遊亭圓龍、落語家（* 1939年）
- 2022年 - しのだひでお、漫画家（* 1939年）
- 2022年 - 小林政広、映画監督、脚本家、フォーク（* 1954年）
- 2022年 - ダリア・ドゥギナ、ジャーナリスト、政治活動家（* 1992年）
- 2023年 - 桑山忠明、美術家（* 1932年）
- 2023年 - 土屋邦雄、ヴィオラ奏者（* 1933年）
- 2023年 - 金子勝彦、アナウンサー（* 1934年）
- 2023年 - デイヴィッド・ジェイコブス、脚本家（* 1939年）
- 2023年 - 道幸哲也、法学者（* 1947年）
- 2023年 - 左海誠二、競馬調教師、元騎手（* 1975年）
- 2024年 - 早川正昭、作曲家、指揮者、音楽学者、広島大学名誉教授、東京ヴィヴァルディ合奏団創設者（* 1934年）
- 2024年 - 中村徹、官僚、元運輸事務次官、元新東京国際空港公団総裁、元日本観光協会会長（* 1935年）
- 2024年 - 米田雄介、歴史学者、広島県立女子大学・神戸女子大学名誉教授、元宮内庁正倉院事務所長（* 1936年）
- 2024年 - アル・アットルス、プロバスケットボール選手、指導者（* 1936年）
- 2024年 - 溝口善兵衛、官僚、政治家、元島根県知事（* 1946年）
- 2024年 - 石井直方、運動生理学者、ボディビルダー、東京大学名誉教授（* 1955年）
- 2024年 - 田中敦子、声優、女優（* 1962年）
- 2024年 - chori、詩人（* 1984年）
- 2025年 - 末次美沙緒、女優（* 1954年）

## 記念日・年中行事
- 建国記念日（ ハンガリー）
ハンガリー初代国王で、カトリック教会の聖人に列せられているイシュトヴァーン1世の聖名祝日。
- 独立回復記念日（ エストニア）
1991年のこの日、エストニアがソビエト連邦から分離独立したことを記念する祝日。
- 国王と国民の革命記念日（ モロッコ）
1956年の独立前後の抵抗運動を称える祝日。
- 蚊の日（世界蚊の日（英語版））
1897年のこの日、ロナルド・ロスがハマダラカの胃からマラリア原虫を発見したことにちなむ[6]。
- 交通信号設置記念日（ 日本）
1931年のこの日、銀座の尾張町交差点や京橋交差点など34ヶ所に日本初の3色灯の交通信号機が設置されたことに由来[7]。
- 親父の日（ 日本）
トップコーチングスタジアムが制定。日付は「お（0）や（8）じ（20）」の語呂合わせから[8]。